# Chiesa di San Zenone e Santa Maria Ausiliatrice
La chiesa di San Zenone e Santa Maria Ausiliatrice è il principale luogo di culto cattolico di Pianico in provincia e diocesi di Bergamo. Fa parte del vicariato di Solto-Sovere.

## Storia
La prima citazione della chiesa di Pianico è inserita in una lista delle chiese di Bergamo sottoposte a censo del 1260, intitolata a san Zenone e inserita nella  pieve di Solto. Nuovamente indicata nell'elenco "nota ecclesiarum" ordinato da Bernabò Visconti nel 1360 per definire il beneficio titolare e i censi e tributi che le chiese di Bergamo e i monasteri dovevano versare alla chiesa di Roma e alla famiglia Visconti di Milano. La chiesa aveva censito un solo beneficio. Nel 1568 furono istituiti i vicariati foranei nel II sinodo diocesano voluto dal vescovo Federico Corner inottemperanza alle indicazioni del primo sinodo provinciale del 1565 e ridefiniti nel 1574 durante il III sinodo, e la chiesa risulta inserita nella circoscrizione di Solto.
Il 21 settembre 1575 l'arcivescovo di Milano visitò la comunità di Pianico e dagli atti risulta che vi erano tre altari di cui quello maggiore retto dalla scuola del Santissimo Sacramento e vi era un curato titolato. In prossimità vi era la chiesa di Santa Maria Elisabetta nella contrada di Sellere e l'oratorio di San Rocco.
Nel 1659 fu il vescovo san Gregorio Barbarigo a visitare la parrocchia, la relazione indica la presenza delle confraternite del Santissimo Sacramento, del Santissimo Rosario, la scuola della dottrina cristiana e il consorzio pio della Misericordia di Bergamo. La parrocchia inserita nella vicaria di Sovere era retta da un sacerdote.
La chiesa fu inserita nel 1666 nel “Sommario delle chiese di Bergamo”, elenco redatto dal cancelliere della curia vescovile di Bergamo Giovanni Giacomo Marenzi. Nel documento è indicata sotto l'invocazione di san Zenone e inserita nella pieve di Solto. Vi erano le scuole del Santissimo Sacramento, del Santo Rosario, e il consorzio pio della Misericordia di Bergamo. Il clero era retto da un curato titolato. Vi era in prossimità l'oratorio di San Rocco.

Il vescovo di Bergamo Giovanni Paolo Dolfin visitò la chiesa nel 1780. Alla relazione fu inserito un documento dell'allora rettore che indica la presenza di tre altari retti dalle congregazioni e dal consorzio della Misericordia. Vi era un parroco titolato coadiuvato da un cappellano.
Nei primi anni dell'Ottocento la chiesa fu distrutta. Una nuova costruzione che fu disegno dall'ingegnere Luigi Angelini nel 1913, ma il progetto venne sospeso per gli sviluppi politici e bellici con la prima guerra mondiale. Nel 1923 fu disegnato un nuovo progetto da Dante Fornoni e il 6 maggio 1923, veniva posta la prima pietra benedetta dal vescovo di Bergamo Luigi Maria Marelli. Il progetto subì variazioni già nel 1924 con la revisione del disegno della facciata. Nella seconda metà del Novecento furono eseguiti i lavori di finitura con la posa del nuovo fonte battesimale e lavori di mantenimento e restauro con la costruzione del nuovo altare in legno intagliato rivolto verso i fedeli rispondente all'adeguamento liturgico delle chiese.
Con decreto del 27 maggio 1979 del vescovo Giulio Oggioni la chiesa fu inserita nel vicariato foraneo di Solto-Sovere.

## Descrizione

### Esterno
L'edificio di culto è anticipato dal sagrato di grandi dimensioni con pavimentazione in lastre di marmo di Zandobbio e di bolognini in porfido. Il fronte principale è diviso da una cornice marcapiano in due ordini. Quello inferiore è in pietra di Poltragno posata in blocchi e completa di alta zoccolatura. Centrale il portale rialzato da tre gradini in marmo di Zandobbio, in pietra con colonne che reggono la trabeazione e il timpano semi-curvo spezzato. L'ordine superiore è tripartito da lesene sempre in lastre di Poltragno, complete di basamento e coronate da capitelli corinzi in ceppo gentile. Le lesene reggono la trabeazione e il frontone con il timpano triangolare centrale, mentre le parti laterali terminano con una balaustra completa di colonnine in pietra complete di pinnacoli. La sezione centrale ospita una finestra ad arco atta a illuminare l'aula.

### Interno
Internamente l'aula è a croce latina con la cupola ottagonale posta all'incrocio delle braccia. La prima parte della navata, piuttosto stretta, si divide in due campate. Il transetto conserva quattro cappelle dedicate ai santi Giuseppe e Rocco, Antonio e Alessandro di Bergamo, e una alla Madonna e la quarta al santo titolare. Fra gli otto spicchi della cupola si aprono due finestre. 
La zona presbiteriale sopraelevata da tre gradini in marmo di Botticino e della medesima ampiezza della prima parte della navata. La parte termina con il coro absidato e arredato da coro ligneo.